# ZEE5
ZEE5 es un servicio de transmisión libre y de video bajo demanda por suscripción indio, administrado por Zee Entertainment Enterprises. Se lanzó en la India el 14 de febrero de 2018 con contenido en 12 idiomas. La aplicación móvil ZEE5 está disponible en Web, Android, iOS, televisión inteligente, entre otros dispositivos. ZEE5 obtuvo 57 millones de usuarios activos mensuales en diciembre de 2019.

## Historia
Ozee era una plataforma digital en línea india lanzada en febrero de 2016 por Zee Entertainment Enterprises. A partir del 14 de febrero de 2018, el servicio se integra en ZEE5. Transmitió programas de todos los canales de Zee, como Zee TV, &TV, Zee Café. Transmitió programas de Zindagi exclusivamente desde que este pasó a ser exclusivo de Ozee. La plataforma contaba con publicidad y también era gratuita sin importar el dispositivo utilizado. Fue cerrado debido al lanzamiento ZEE5.

### Integración de ZEE5

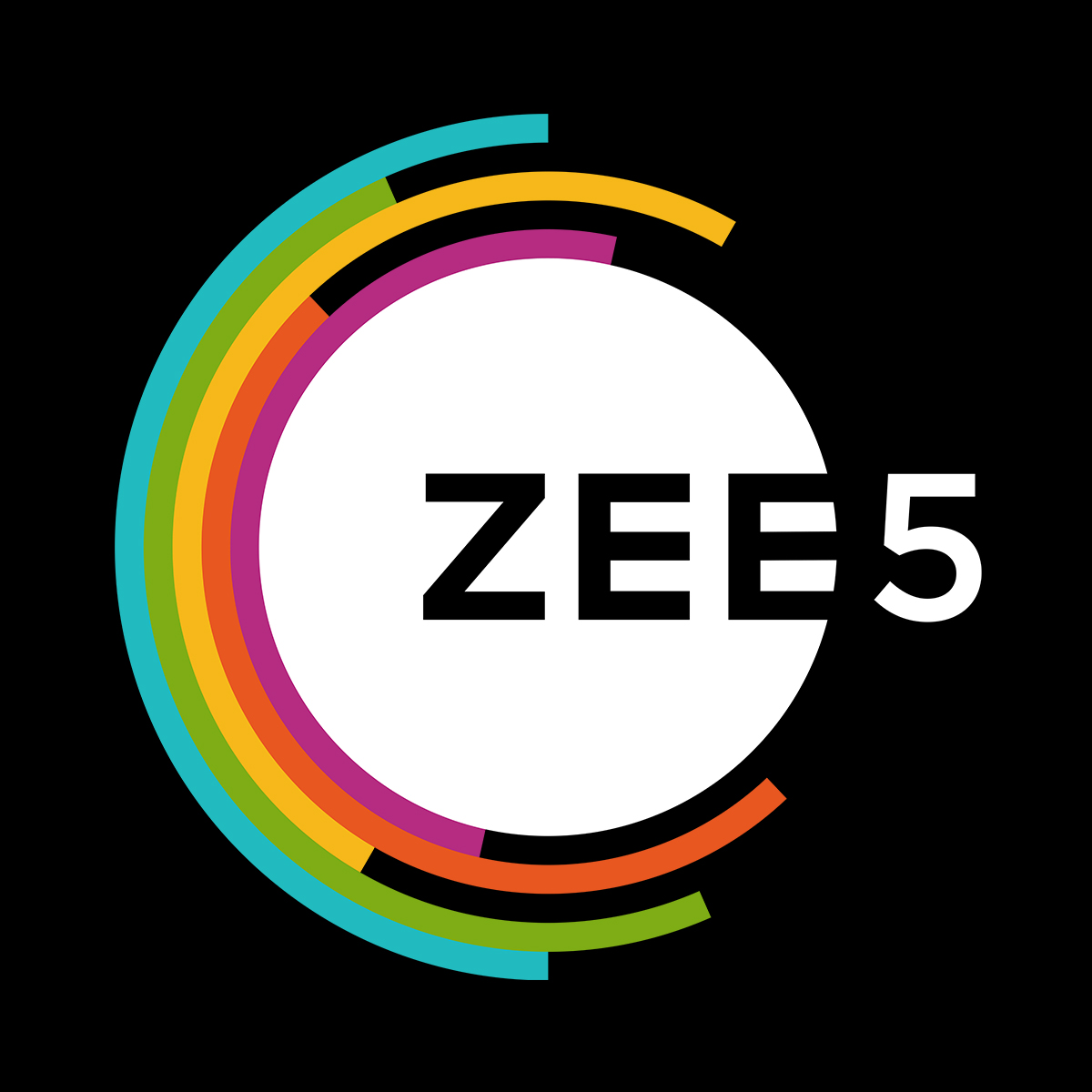
Logo utilizado hasta 2025.

ZEE5 ha incluido las plataformas de transmisión de video existentes de Zee: Ozee (basada en publicidad) y DittoTV (basada en suscripción), viene con 1 lakh (cien mil) horas de contenido que incluye originales exclusivos, películas y programas de televisión indios e internacionales, música y programas en vivo. Videos de televisión, salud y estilo de vida en 12 idiomas regionales.

## Programación
La plataforma comenzó a transmitir series web en 2018 con Nanna Koochi (télugu), America Mappillai (tamil) y Dhatt Tere Ki (hindi). Ese mismo año, la plataforma también presentó otra serie web titulada Kallachirippu, producida por el popular cineasta Karthik Subbaraj, y Karenjit Kaur – The Untold Story of Sunny Leone, una serie web biográfica sobre Sunny Leone.
En julio de 2019, ZEE5 y ALTBalaji anuncian una alianza de contenido: los suscriptores de ZEE5 obtendrán acceso perfecto a los originales de ALTBalaji además del contenido existente de ZEE5. Ha colaborado con The Blunt para un acuerdo exclusivo de cinco series web comenzando con Faltu Engineers.

### Televisión en vivo
Todos los programas propiedad de Zee TV se transmitieron por ZEE5. Los videos musicales estaban en una sección separada del sitio; y ofrecía una amplia colección de películas. Los canales al aire en ZEE5 antes de la integración con Zee incluían aquellos transmitidos como: Zee TV (fuera de India para la versión regionalizada), &TV (hindi), Zee Keralam (malabar), Zee Marathi (marati), Zee Sarthak (oriya), Zee Kannada (canarés), Zee Telugu (télugu), Zee Bangla (bengalí), Zee Punjabi (punyabí), Zee Tamil (tamil, también disponible en alimentación internacional/Asia Pacífico), Zee Ganga (bhoshpuri) y Zee Café (inglés). Los canales de entretenimiento que no están en ZEE5 incluyen: Zee Anmol (serie antigua tomada de Zee TV), Zee Yuva (serie antigua tomada de Zee Marathi y Zee Yuva).
También canales al aire como noticias y actualidad de Zee Media Corporation, como Zee News, Zee Business (hindi), WION (inglés) y 15 canales regionales de noticias y actualidad en idiomas.

### Deportes
En enero de 2023, ZEE5 se convirtió en el socio oficial de transmisión de la Liga Internacional T20, lo que marcó la entrada de la plataforma en la transmisión de deportes importantes.

## HiPi
HiPi es una plataforma social para compartir videos para audiencias indias donde los usuarios pueden grabar y cargar sus propios videos y también pueden ver e interactuar con los videos compartidos por otras personas. Los usuarios pueden acceder a la plataforma desde la aplicación ZEE5 de forma gratuita.

Logo de HiPi

## Disponibilidad
El servicio se lanzó en todos los países, finalmente en los Estados Unidos el 22 de junio de 2021. ZEE5 lanzó Ad Suite que incluye Ad Vault, Ampli5, Play5 y Wishbox. ZEE5 también está disponible de forma gratuita en Vi Movies and TV (un servicio de transmisión de Vodafone Idea) y Airtel Xstream (un servicio de transmisión de Bharti Airtel). Vodafone Idea se unió a ZEE5 y formó un nuevo canal conocido como ZEE5 Theatre que transmite películas y programas originales de ZEE5 disponibles exclusivamente en la aplicación Vi Movies y TV.

### Aplicación móvil
La plataforma también ofrece una aplicación móvil en todas las plataformas y se ha asociado con gigantes tecnológicos globales como Applicaster, Lotame, Talamoos y la startup de mejora de video de A.I, Minute.ly para proporcionar UI/UX mejorada y rendimiento mejorado de la aplicación.